# Henri Le Secq

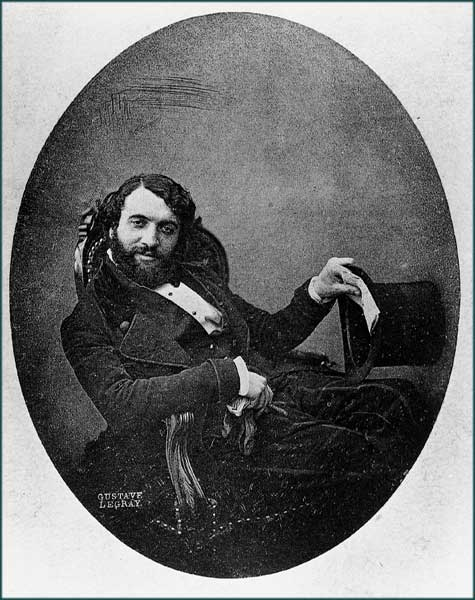
Henri Jean-Louis Le Secq porträtiert von Gustave Le Gray (1848)

Henri Jean-Louis Le Secq des Tournelles (* 18. August 1818 in Paris; † 26. Dezember 1882 ebenda) war ein französischer Maler, Radierer, Kunstsammler und Fotograf. Zusammen mit seinem Zeitgenossen, dem Fotopionier Hippolyte Bayard war Le Secq ein Mitglied der Société Héliographique, einer von der staatlichen Kommission für Denkmalspflege in Paris beauftragten Gruppe von Fotografen, die historische Gebäude zur Erfassung als Monument historique lichtbildnerisch katalogisieren sollte.

## Leben und Wirken

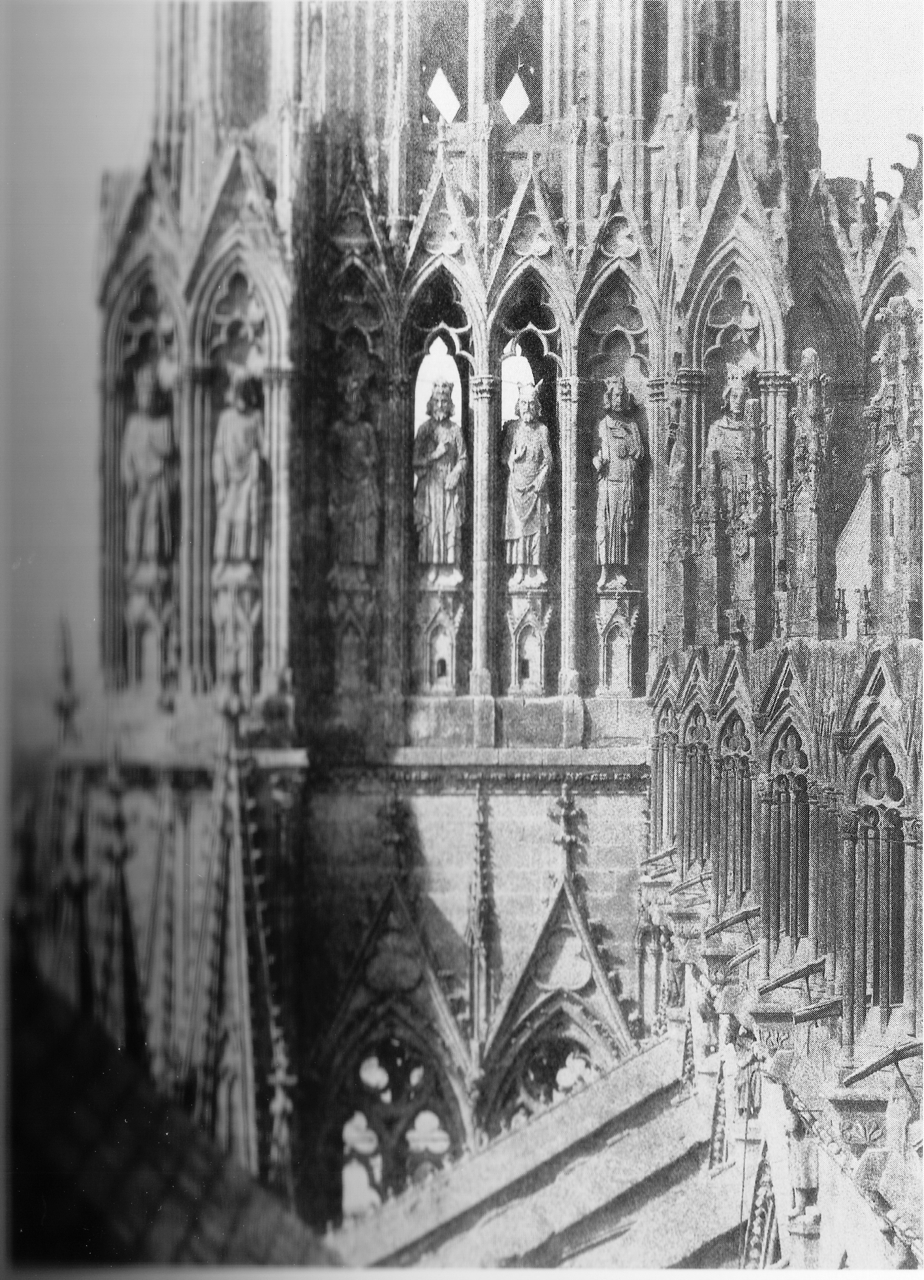
Henri le Secq: Teil der Königsgalerie an der Ostseite des südlichen Westturms der Kathedrale von Reims (1851)

Henri Le Secq wuchs als Sohn eines Pariser Stadtpolitikers auf und beschäftigte sich bereits früh als Hobbyarchäologe mit der Geschichte seiner Geburtsstadt, wobei er allerlei antike Artefakte sammelte. Le Secq war Schüler in diversen Pariser Ateliers und hatte eine traditionelle Ausbildung als Maler und Bildhauer genossen. Zusammen mit seinem Studienkollegen Charles Nègre experimentierte er bald mit fotografischen Prozessen und erlernte von dem befreundeten Gustave Le Gray das neuartige Verfahren der Daguerreotypie. Von der traditionellen akademischen Malerei ausgehend betrachtete er die Lichtbildnerei jedoch nur als „Mittel zum Zweck“ und nutzte den Fotoapparat vornehmlich für die Komposition von Aktstudien oder Stillleben.
1851 wurden er, sowie die vier Fotografen Hippolyte Bayard, Édouard Baldus, Gustave Le Gray und Auguste Mestral (1812–1884) von der staatlichen Kommission der Stadt Paris damit beauftragt historische Bauten als „denkmalswürdig“ zu katalogisieren und für eine spätere Archivierung im Lichtbild festzuhalten.

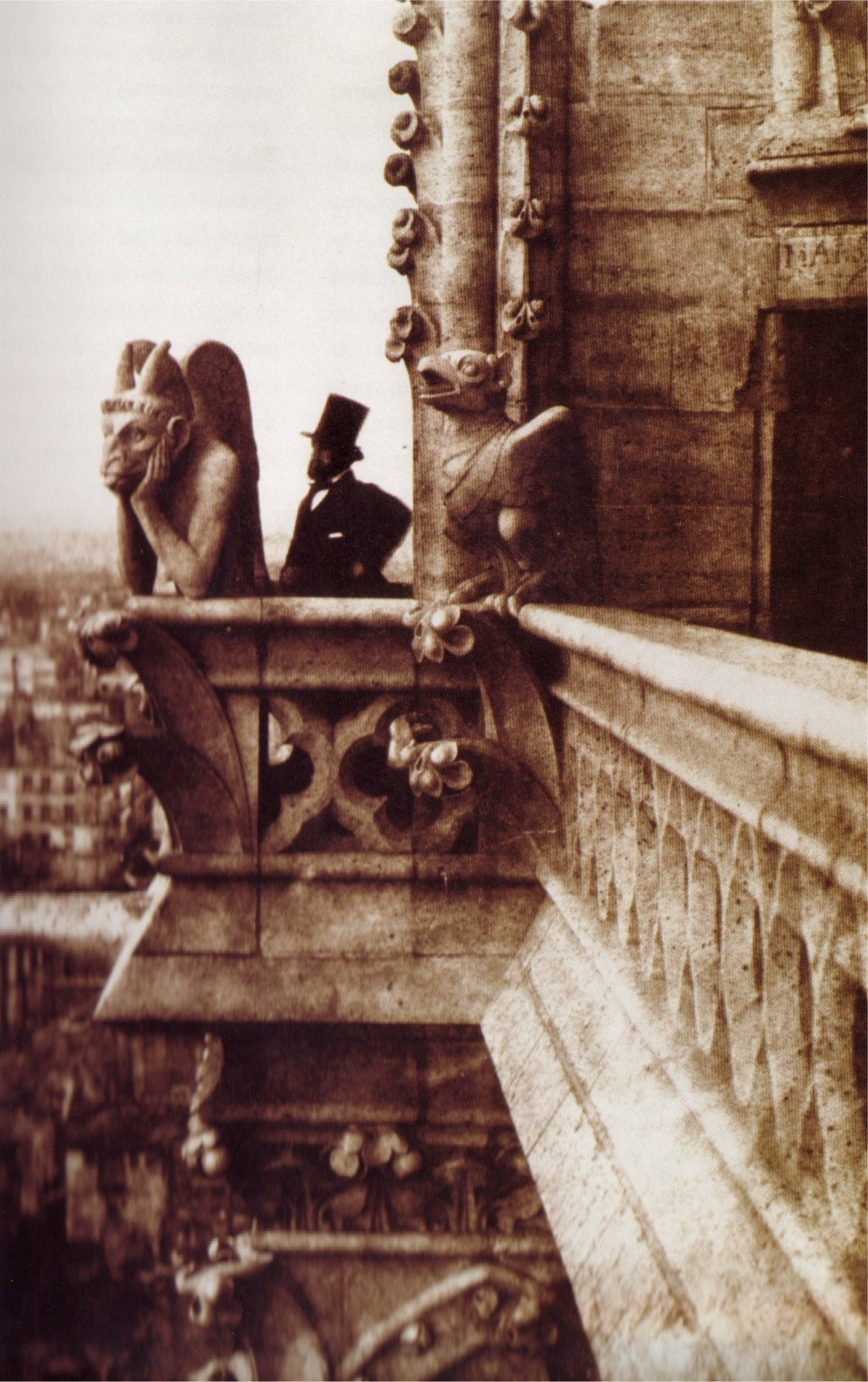
Le Secq auf dem Notre Dame, fotografiert von seinem Freund Charles Nègre (1853)

Le Secq gilt als einer der ersten Architektur-Fotografen des 19. Jahrhunderts. Bekannt sind vor allem seine Kalotypien französischer Kathedralen, wie beispielsweise von Notre Dame de Paris oder der Kathedrale von Chartres, die mit dokumentarisch-nostalgischer Bedeutung in die Geschichte der Fotografie eingegangen sind. Eine bekannte zeitgenössische Fotografie von Charles Nègre zeigt dessen Freund Le Secq auf einem der gerade restaurierten Türme des Notre Dame.
Henri Le Secq produzierte ausschließlich Papiernegative. Als das Verfahren 1856 aus der Mode kam, gab er die Fotografie auf und betätigte sich als Kunstsammler und Maler.
Das George Eastman House in Rochester, New York, besitzt ein umfangreiches Archiv mit Arbeiten von Henri Le Secq. Das Musée Le Secq des Tournelles in Rouen beherbergt Henri Le Secqs Sammlung künstlerischer Artefakte.